# Ferphos
Ferphos est l'une des plus importantes entreprises minières en Algérie. Dans ses activités d'exploitation des mines de phosphate, de fer et de pouzzolane.

## Activités
Ferphos produit 1,5 million de tonnes de phosphates, et se situe comme le numéro 5 mondial en termes de volume des exportations, avec comme principaux débouchés les marchés asiatiques et d'Amérique du Sud.